# Костел Святого Антонія (Пужники)
Костел Святого Антонія в Пужниках — колишній парафіяльний храм РКЦ у знищеному селі Пужниках. Розташовувався на узгірї, що північному кінці села.

## Коротка історія
Споруджений в два етапи через обмеженість коштів: 1880 року — дерев'яну каплицю РКЦ в селі, яку посвятили 1882 року. Коли каплиця була в поганому стані й могла завалитися, ксьондз Целлер (пол. Zoeller) взяв на себе ініціативу зміцнити іі каменем. Проєкт розбудови каплиці виконав сам ксьондз, загальне розпланування розробив інженер Котковський зі Стрия. За проєктом, до існуючого презбітерію збоку добудовували каплиці, будували новий мурований презбітерій з двома анексами з кожного боку. Роботу завершили 1900 року.
Адміністратор парафії Каз. Слупський покинув парафію 1945 року.
Костел був дерев'яним, з мурованим презбітерієм. Нава — 10х12, презбітерій 5х5,6. З фронту мав поверховий притвор, який закінчувався 3-кутним щитом, над входом — балкон. Дахи накриті ґонтом, над навою та каплицями дах 2-спадовий. Мав сигнатурку, 3 вівтарі, вівтарик, амвон, органи, 2 сповідальниці, 14 лавок. Біля храму існувала мурована дзвіниця на 4 дзвони. Все знищене.

## Предмети для обрядів
Монстранція, 2 срібні келихи, «пушку», 2 кадильниці, 2 «патени» для хворих, 2 феретрони, 12 вівтарних, 10 інших ікон, 26 свічників, 3 лампи, балдахін, 5 білих, 4 червоних, 3 фіолетові орнати, дві білі капи, також червону, фіолетову, чорну; штандарти та хоругви (8), різьблені статуї Христос в гробі, Христос воскреслий, св. Антоній з дитятком — збереглася, перебуває в сусідньому селі Садовому.